# Salvatore Bonetti
Salvatore Bonetti (Lumezzane, 22 ottobre 1949) è un ex rugbista a 15 italiano, per 8 anni seconda / terza linea della nazionale e campione d'Italia 1975 con il Brescia.
In ragione del suo carattere mai arrendevole in campo e dell'apparentemente inesauribile energia profusa durante le gare si guadagnò l'appellativo di Nembo Kid, nome con cui all'epoca era noto in Italia il personaggio di Superman.

## Biografia
Originario di Lumezzane e inizialmente dedito al calcio benché avesse conosciuto il rugby durante gli anni giovanili in collegio a Oderzo, in provincia di Treviso, fu instradato alla palla ovale da un insegnante dell'istituto tecnico che frequentava una volta tornato nel suo luogo d'origine.
A 18 anni entrò quindi nel Lumezzane e, di lì, dopo 4 anni, nel club del capoluogo, il Brescia.
Nella stagione successiva fu a Parma e a novembre 1972 fu chiamato in nazionale con cui esordì ad Aosta contro la Jugoslavia in seconda linea (anche se per gran parte della sua carriera azzurra fu schierato come terza centro o, più raramente, terza ala.
A giugno 1973 prese parte al tour italiano in Africa australe, la prima grande spedizione azzurra extraeuropea.
Retrocesso in serie B anche con la squadra emiliana, rimase in essa un'ulteriore stagione, quella del rientro in massima categoria, per poi tornare a Brescia nella stagione 1974-75, quella che diede alla compagine lombarda il primo e, al 2018, unico scudetto della sua storia.
Il 20 dicembre 1975 a Madrid vestì per la prima volta, contro la Spagna in Coppa FIRA, i gradi di capitano, prerogativa che gli fu concessa altre 9 volte fino al 1978.
Lasciata un'ennesima volta Brescia per un biennio a Rovigo, disputò il suo ultimo incontro internazionale proprio nel capoluogo del Polesine il 2 novembre 1980, una sconfitta per 3-4 contro l'Unione Sovietica; alla fine della stagione 1980-81 si ritirò dall'attività agonistica.

## Palmarès
- Campionati italiani: 2
Brescia: 1974-75
Rovigo: 1978-79